# Jade Kindar-Martin
Jade Kindar-Martin est un funambule américain, né le 16 février 1974.

## Biographie
Jade fait ses débuts au sein de la troupe de cirque pour enfant Circus Smirkus, originaire de l’État du Vermont. Il intègre en 1992 l’École nationale de cirque à Montréal. Il est le père de l’acteur franco-américain Raphael Luce.
N’y trouvant personne pouvant lui enseigner le métier de funambule, il part en France où il rejoint l’École supérieure des arts du cirque de Châlons-en-Champagne en 1993, où Rudy Omankowsky Jr. (huitième génération d’une famille de funambules) le prend sous son aile. Il devient le partenaire de Didier Pasquette et tous deux décrochent leur premier record du monde en traversant en 1997, et en duo, la Tamise à Londres.
En 2000, Jade intègre le Cirque du Soleil dans le spectacle La Nouba dans lequel il présente un numéro de fil sur lequel il utilise des vélos. Il y rencontre sa future femme, Karine Mauffrey, acrobate dans le spectacle, et par la suite cascadeuse à Hollywood. Jade quitte le Cirque du Soleil en 2004. En 2006, il est invité par Tino Wallenda à rejoindre la troupe des Flying Wallendas pour recréer la pyramide à sept, qui avait connu une fin tragique dans les années 1960.
En 2007, Jade participe aux premiers championnats du monde des funambules et décroche la médaille de bronze ainsi que son deuxième record du monde en effectuant la plus longue traversée, d’un kilomètre.
Il fait également des apparitions au cinéma, comme en 2023 où il se glisse à l'intérieur du costume de l'animatronique Bonnie, dans le film Five Nights at Freddy’s, inspiré de la célèbre franchise de jeux vidéo.

## Vie privée
Au cours de l'été 2004, Jade épouse une autre artiste du Cirque du Soleil et cascadeuse, Karine Mauffrey, très haut dans les airs, sur un fil tendu au-dessus du château de Chantilly, à Chantilly, en France. Ensemble, ils ont trois enfants, dont Jophielle Love, chanteuse et actrice, notamment dans General Hospital où elle s'est révélée au public avec l'interprétation du personnage de Violet Barnes-Finn. Elle apparaît également dans Will Trent et dans Five Nights at Freddy's. En 2024, Jophielle a sorti un cover nommé Shine, chanson qu'elle a écrite et composée elle-même, et qu'elle a chanté dans un épisode de General Hospital.